# Franco Nones
Franco Nones, född 1 februari 1941, är en italiensk före detta längdåkare som tävlade under 1960-talet. 
Nones främsta merit är OS-guld på 30 kilometer vid OS i Grenoble 1968. Han var den förste olympiske guldmedaljören i längdskidåkning som inte kom från Sverige, Finland, Norge eller Sovjetunionen.